# Kongsbergit
Kongsbergit – minerał  pochodzący z grupy pierwiastków rodzimych, zaliczany do grupy amalgamatów.

## Występowanie
Najwięcej konsbergitu znajduje się w Norwegii (Kongsberg, stąd też nazwa minerału), ale także w Szwecji (Sala) i Słowacji (Nižná Slaná). Śladowe ilości tego minerału spotykano w dolnośląskich i cechsztyńskich łupkach miedzionośnych. Jest to minerał bardzo rzadki.

## Właściwości
Kryształy konsbergitu mają pokrój izometryczny, w postaci ośmiościanów, dwunastościanów lub sześciościanów. Spotykany również w postaci nalotów, skupień ziarnistych zbitych oraz dendrytycznych. Jest minerałem hydrotermalnym, bywa znajdowany w złożach rtęci lub srebra, ale także współwystępuje z galeną, sfalerytem oraz akantyem.

## Zastosowanie
Kongsbergit ma znaczenie naukowe i kolekcjonerskie. Należy przechowywać go w ciemności.